# Rojetín
Rojetín (in tedesco Rojetein) è un comune della Repubblica Ceca facente parte del distretto di Brno-venkov, in Moravia Meridionale.